# Manchester Academy
 (février 2024).
Si vous disposez d'ouvrages ou d'articles de référence ou si vous connaissez des sites web de qualité traitant du thème abordé ici, merci de compléter l'article en donnant les références utiles à sa vérifiabilité et en les liant à la section « Notes et références ».
Manchester Academy est le nom par lequel l'union des étudiants de l'université de Manchester désigne ses quatre salles de spectacle à Manchester, en Angleterre, sur Oxford Road.
'Manchester Academy' désignait à l'origine la plus importante de ces quatre salles, mais dans les années 2000 on a utilisé ce terme pour désigner l'ensemble des salles.
Ces salles ont notamment accueilli Ian Brown, Biffy Clyro, The Stranglers, Super Furry Animals, You Me At Six, Billy Talent, Pink Floyd, Owl City, David Bowie, The Cure, The Coral, Blur, Oasis, John Butler Trio, George Clinton, Nirvana, Wolfmother, Manic Street Preachers, The Libertines, The Ramones, Death Cab for Cutie, Supergrass, Katy Perry, Lady Gaga, Marilyn Manson, Prodigy et Slash, parmi d'autres.